# Neutética
La Neutética (Gr. noutheteo - Amonestar, Advertir, Aconsejar), es una técnica desarrollada por el pastor Presbiteriano Jay E. Adams () entre 1970 y 1989, y que consiste esencialmente en divorciar la idea de una consejería correcta y eficiente de las doctrinas psicológicas representadas por autores como Sigmund Freud y Carl Ransom Rogers.

## Teoría
Adams, establece la teoría de que "Las Escrituras" -refiriéndose a la Biblia- "por tanto, son las bases, y contienen el criterio por el que he visto se debe hacer todo juicio". Por ello concluye que "los consejeros cristianos calificados apropiadamente entrenados en las Escrituras son competentes aconsejar, más competentes que los psiquiatras o cualquier otra persona".
En su tesis, Adams arguye, no solamente los fracasos de las técnicas y teorías psiquiátricas y psicológicas, sino que además enfrenta a estas formas de tratamiento como pensamientos filosóficos y hasta religiosos. Al compararlos a las doctrinas bíblicas, Adams llega a la conclusión de que no solamente no son útiles para los ministros cristianos, sino que son contrarios al Evangelio.

## Aportación
La principal aportación de Adams, es el poner en un marco teórico la consejería personal basada en la Biblia y dotar al consejero cristiano una alternativa a las doctrinas psicológicas y psiquiátricas.

## Libros
Algunos libros que escribió Jay E. Adams son: 
- Competent to Counsel (en español: Capacitados para Orientar)
- A Guide to Christian Living y Home.
- The Big Umbrella, Essays on Christian Counseling.
- The Time is At Hand.
- Pulpit Speech.
- Christ and Your Problems.
- What to do About Worry.
- Godliness Throug Discipline.

- Datos: Q1116496